# Goodwood Trophy 1950
 III Goodwood Trophy  byl 15. nemistrovským závodem vozů formule 1, celkově 22 závodem v sezóně 1950. Jednalo se o takzvaný sprint, závod na krátkou vzdálenost, který byl typickým závodem na britském území.

## Goodwood Trophy
III Goodwood Trophy 
Sprinterské závody byly oblíbené především mezi britskými piloty, zatímco Italové a Francouzi dávali přednost klasickému pojednání Grand Prix, to je závody na delší vzdálenost. To se promítlo i na složení startovní listiny s jedenácti Brity. Do Goodwoodu přicestoval také švýcarský baron Toulo de Graffenried, thajský princ Bira a Belgičan Johnny Claes a tím je výčet cizinců vyčerpán. Mezi největší favority patřil především Peter Whitehead s vozem Ferrari, který již v tomto roce dokázal dvakrát zvítězit.
Zajímavostí bylo rozhodnutí losovat o postavení na startu, nejšťastnější ruku měl Belgičan Johnny Claes.
Všechny překvapil Reg Parnell, který poprvé usedl do vozu BRM P15 a připsal si tak druhé vítězství v sezóně. Druhým místem si připsal nejlepší výsledek roku princ Bira, zatímco Bob Gérard po vítězství na British Empire Trophy a druhém místě na Ulster Trophy, pomýšlel na lepší výsledek.

## Výsledky
| Pozice | Jezdec               | Vůz              | Čas      |
| ------ | -------------------- | ---------------- | -------- |
| 1      | Reg Parnell          | BRM P15          | 20m58.4  |
| 2      | Princ Bira           | Maserati 4CLT/48 | 21m00.4  |
| 3      | Bob Gérard           | ERA B            | 21m39.4  |
| 4      | Toulo de Graffenried | Maserati 4CLT/48 | à 1kolo  |
| 5      | Brian Shawe-Taylor   | ERA B            | à 1 kolo |
| 6      | Graham Whitehead     | ERA B            | à 2 kola |
| 7      | Stirling Moss        | HWM              | à 2 kola |
| 8      | David Hampshire      | Maserati 4CLT/48 | à 2 kola |
| 9      | Duncan Hamilton      | Maserati 6CM     | à 2 kola |
| Kolo   | Neklasifikováni      | -                | -        |
| 9      | Geoff Richardson     | RRA              | á 3 kola |
| 9      | Johnny Claes         | Talbot T26C      | á 3 kola |
| 9      | Peter Whitehead      | Ferrari 125      | á 3 kola |
| Kolo   | Odstoupili           | -                | -        |
| --     | Gordon Watson        | Alta F2          | ?        |
| 1      | Joe Ashmore          | ERA A            | ?        |

### Nestartovali
- George Abecassis - HWM
- Fred Ashmore - Maserati 4CLT/48
- Archie Butterworth - AJB-Steyr

### Nejrychlejší kolo
- Reg Parnell (BRM V16 Type 15), 1:41.8

## Postavení na startu
Postavení na startu určil los.
| 1. řada | 4                       |                          | 3                    |                        | 2                            |                      | 1                        |
|         | Gordon Watson Alta      |                          | Joe Ashmore ERA      |                        | Graham Whitehead ERA         |                      | Johnny Claes Talbot      |
| 2. řada |                         | 7                        |                      | 6                      |                              | 5                    |                          |
|         |                         | Reg Parnell BRM          |                      | Brian Shawe-Taylor ERA |                              | George Abecassis HWM |                          |
| 3. řada | 11                      |                          | 10                   |                        | 9                            |                      | 8                        |
|         | Peter Whitehead Ferrari |                          | Geoff Richardson RRA |                        | Toulo de Grafenried Maserati |                      | Princ Bira Maserati      |
| 4. řada |                         | 14                       |                      | 13                     |                              | 12                   |                          |
|         |                         | David Hampshire Maserati |                      | Stirling Moss HWM      |                              | Bob Gérard ERA       |                          |
| 5. řada | 18                      |                          | 17                   |                        | 16                           |                      | 15                       |
|         |                         |                          |                      |                        |                              |                      | Duncan Hamilton Maserati |